# 戦略爆撃
戦略爆撃（せんりゃくばくげき、英語: Strategic bombardment）とは、戦場から離れた敵国領土や占領地を攻撃する場合が多く、工場や港、油田などの施設を破壊する「精密爆撃」と、住宅地や商業地を破壊して敵国民の士気を喪失させる「都市爆撃（無差別爆撃）」とに分けられる爆撃のことである。これに対し、戦場で敵の戦闘部隊を叩いて直接戦局を有利にすることを目的とする爆撃を「戦術爆撃」という。

## 理論
戦略爆撃が軍事に与えた影響は革命的だった。航空戦力理論家たちは、新鋭の長距離爆撃機は戦線支援や艦隊支援といった支援任務に甘んじるべきではなく、第三の独立した軍として編成するべきだとした。爆撃機の任務はもはや戦術的・短期的ではなく、独立して敵戦力を叩き、銃後にまで戦争を広げるという戦略的任務となった。そこが革命的であり、画期的な美点とされた。
航空戦力の本質を攻勢とし、空中からの決定的破壊攻撃を説いたジュリオ・ドゥーエ（イタリア陸軍軍人）は、著書『制空』で戦略爆撃の必要性を主張した。ドゥーエの構想は空軍で攻撃を行い、地上で防御を行うというものであった。本来防勢的地上作戦成果より攻勢を本質とする航空戦力により空中から敏速に決定的な破壊攻撃を連続し、敵の物、心の両面の資源破壊により勝利すべきと主張した。これからの戦争は兵士、民間人に区別はない総力戦であり、空爆で民衆にパニックを起こせば自己保存の本能に突き動かされ戦争の終結を要求するようになるという。テロ効果を強調して無差別爆撃論を提唱した。「最小限の基盤である民間人に決定的な攻撃が向けられ戦争は長続きしない」「長期的に見れば流血が少なくするのでこのような未来戦ははるかに人道的だ」とした。ドゥーエは人口密集地の住民への攻撃手段として高性能爆弾、焼夷弾、毒ガス弾の例をあげている。
戦略爆撃の効果について否定的な意見も存在する。
元々戦略爆撃の目的には相手国国民の戦意喪失も含まれていたが、都市機能の喪失や人的被害だけで国家が屈服する事はあまり無く心理的にではなく物理的に継戦能力を奪う必要があると考えられるようになった。アメリカ軍による第二次大戦中の日本とドイツへの戦略爆撃は敵国民の戦意をくじく効果を企図された経緯があるが、日独へ進駐後、アメリカ空軍の戦略爆撃調査団によって行われた調査では、産業と生活の基盤は破壊したが国民の士気は打撃を受けていないと報告されている。
冷戦中と冷戦後は戦争の多くを内戦が占めたが、そういった国々では国内生産だけでなく第三国（おもに米ソのような超大国や中国やインドのような地域大国）からの武器供与や物資援助によって継戦能力が維持できるために、戦略爆撃の効果はあまり期待できない。
また戦略核兵器は、核保有国に対しては報復の核攻撃を受ける危険から、非核保有国に対しては国際的に人道上の批判を受ける恐れから使えなくなっている。

## 歴史
第一次世界大戦以前の航空用法は一部に爆撃の準備も存在したが、主体は地上作戦協力の捜索目的、指揮の連絡、砲兵協力などで、航空戦略、航空戦術には値しないものだった。
バルカン半島と北アフリカでの植民地戦争を発端として、イタリアがトルコ領リビアの植民地化を目指して発生した伊土戦争で、イタリアは9機の飛行機と2機の飛行船を派遣し、飛行機を戦争の兵器として実戦で初めて使用し、1911年10月26日、伊軍の飛行機が手榴弾を投下し、これが飛行機による史上初の空爆となった。この空襲はトルコ・アラブの拠点に対して続けられ、11月6日にイタリア参謀本部は「爆撃はアラブに対して驚異的な心理的効果をあげた」と報告した。1912年から1913年にかけて発生したバルカン戦争では、ブルガリアが22ポンド爆弾を開発して本格的な都市爆撃を行った。

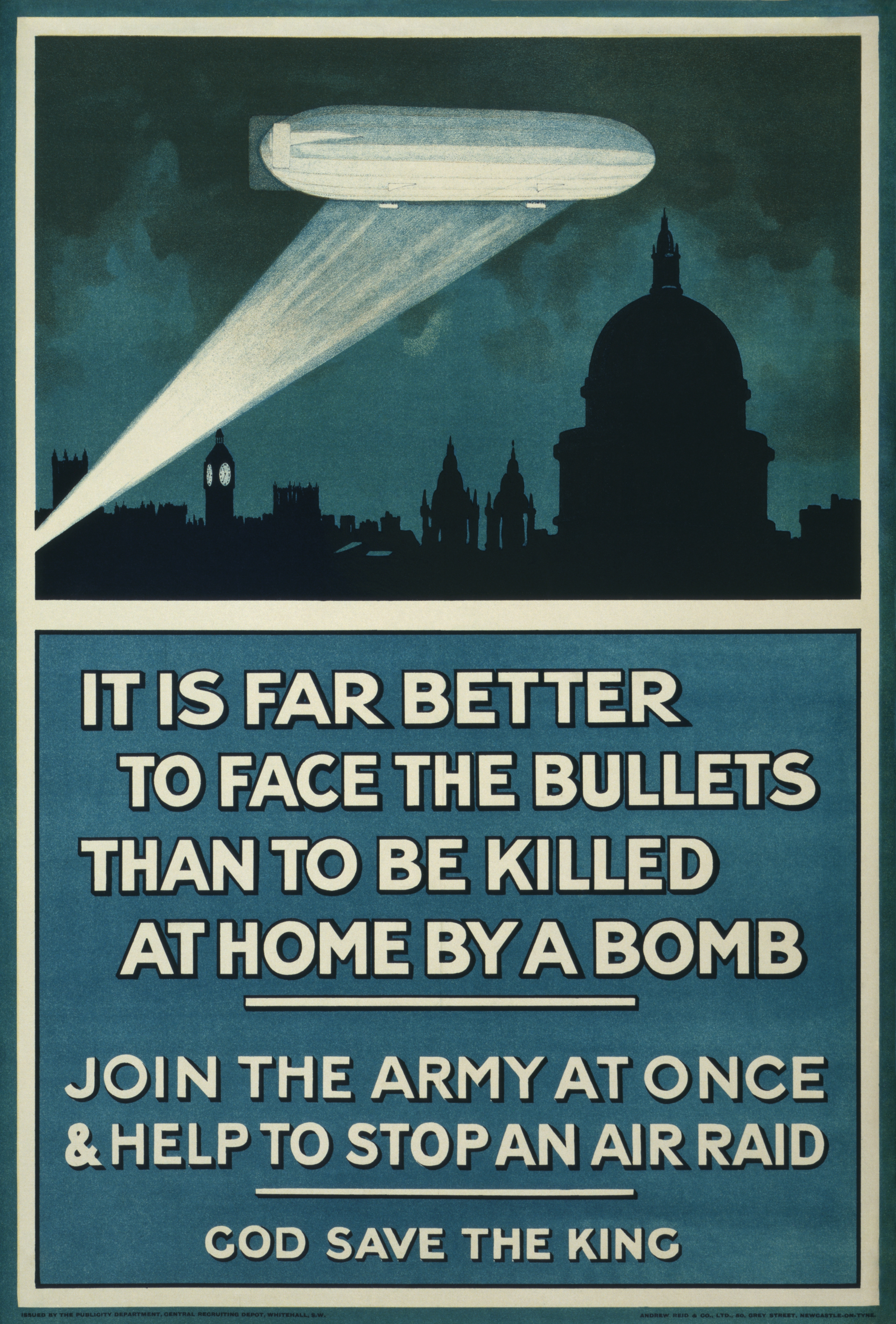
ツェッペリンのイラストとともに「爆弾によって家で死ぬよりも銃弾に立ち向かったほうがよっぽどマシだ」と書かれた、入隊を呼びかけるイギリス軍のポスター

1914年、第一次世界大戦が開始すると爆撃は逐次試みられた。ドイツによって1914年のパリ爆撃、1915年の飛行船での爆撃、1917年の英本土爆撃が行われ、それに対しイギリス、フランスも報復爆撃を行った。日本でも1914年9月に青島の戦いにおいて海軍のモーリスファルマン式4機で青島市街に対して日本初となる爆撃が行われた。
イギリス空軍参謀長ヒュー・トレンチャードは独立した爆撃機集団の必要を各界に説き、次の戦争に生き残るためにイギリスに必要なのは「敵の銃後を破壊するための強力な爆撃機集団。敵住民の戦意と戦争継続の意思を低下させるための爆撃機による攻撃」だと主張した。1919年、トレンチャードは、植民地の法と秩序は在来の守備隊よりも機動力の優れた空軍によるほうが安上がりで効果的に維持できるという旨を述べて、植民地での使用の経済的効果にも注目した。1920年、イラクがイギリスに委任統治されることが伝わるとイラクで反乱が発生、その鎮圧が始まり、1921年3月に英植民相チャーチルのもとカイロ会議が開かれる。その席上で、トレンチャードはイギリス空軍（RAF）がイラクでの軍事作戦を統括すること、作戦軍の主力を空軍とすることを正式に提案した。反乱に対しRAFが4個飛行中隊を派遣して鎮圧に貢献したこともあるが、トレンチャードの提案が歓迎されたのはそれ以上に、「空からの統治」が安上がりで済むと信じられたためであった。提案は採用され、1922年10月1日イラクにおける軍権は正式にRAFに渡ってイギリス陸軍は撤退して、RAFに属する8個航空部隊と4個装甲車連隊が守備軍となった。後にトレンチャードはケニア、ウガンダなどアフリカ植民地でもRAFが防衛の責任を持つことを提案した。こうして、「空からの統治」は、東アフリカからインド、ビルマに至るまで、イギリスの植民地支配の恒常的な手段となった。納税拒否のような非協力的な行為にも空軍が出動して懲罰作戦を行った。
1921年、航空戦力の本質を攻勢とし空中からの決定的破壊攻撃を説いたジュリオ・ドゥーエ（イタリア）の『制空』が発刊され、世界的反響を生んだ。ドゥーエやウィリアム・ミッチェルに代表される制空獲得、政戦略的要地攻撃を重視するには戦略爆撃部隊の保持が好ましく、1930年代には技術的にも可能となり、列強は分科比率で爆撃機を重視するようになった。
戦略爆撃は塹壕戦や海上封鎖よりも効率的で、敵の動脈を断ち切ることで物資を不足させて終戦を早めるものだと、主唱者たちは力説した。地上戦を行った場合の兵士の命を救えるので、戦略爆撃は単なる攻勢の新手段ではなく、陸海軍を補助的なものにするものとみなされた。そのため、1920年代初頭から保守的な陸海軍の将官たちは主唱者たちに疑いの目を向け、空軍の創設に抵抗した。
ただし、戦略爆撃には理論の飛躍が1つあり、それが最も論争の的になった。航空戦力で敵全国民の士気をくじくということ、つまり、たとえ一般市民であっても戦争を支えれば戦闘員と同じであるとみなして攻撃することで、戦争を支援する意志を打ち砕くことである。戦略爆撃は不正確な攻撃でも的外れにはならず、特定目標への攻撃が大きくそれても敵国全体の戦闘能力に打撃を与えたことに違いはないので、問題はないとされた。こういう発想は、19世紀にはすでに想起されていた。
1937年4月26日、スペイン内戦においてフランコ将軍を支援するナチス・ドイツのコンドル軍団によってゲルニカ空襲が行われた。焼夷弾が本格的に使用された最初の空襲となり、世界初の都市爆撃でもあった。1937年8月から日本軍による渡洋爆撃が行われ、1938年から1943年まで継続的に重慶爆撃も行われた。

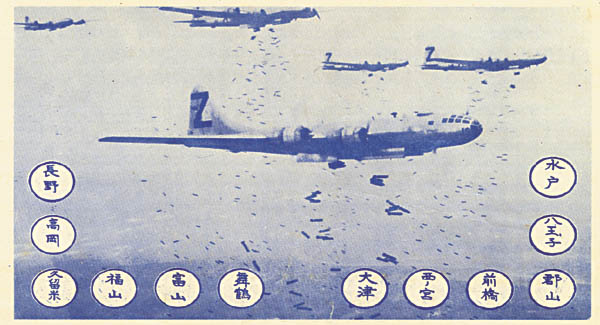
B-29の画像とともに都市爆撃を警告する米軍の伝単

第二次世界大戦がはじまると、ロッテルダム爆撃、ドレスデン空襲、ハンブルク空襲、ベルリン空襲、日本本土空襲など戦略爆撃が実施された。また、日本本土空襲では広島と長崎への原爆投下も行われた。
第二次世界大戦において、都市以外を主目標とした戦略爆撃もあり、欧州では1943年5月にドイツのルール工業地帯に電力を供給するダムを破壊したチャスタイズ作戦、同年8月のルーマニアのプロイェシュティ油田爆撃（タイダルウェーブ作戦）、日本では1944年11月の東京西部中島飛行機武蔵製作所（主力航空機のエンジン生産工場）爆撃などがある。
1943年以降、ドイツ本土爆撃に際し、アメリカ陸軍航空軍は、市街地を避け軍事施設を狙う、昼間精密爆撃に固執した。これは精密な照準機を保有していた事とイギリス空軍の爆撃機よりも防御火力が多かったことによるものである。ただし、初期においては全行程随伴可能な護衛戦闘機が無く、ドイツ空軍の迎撃で大損害を出した。第二次世界大戦において最も多くの損害を出したアメリカ軍はドイツ爆撃を行った部隊ともいわれている。一方、イギリス空軍は防御火力の不足と精密照準機を保有していなかったことから、主に夜間都市爆撃を行った。これは、バトル・オブ・ブリテンにおいて、自国の首都ロンドンをはじめ各都市への爆撃の報復と考えられる。
1945年にバーナード・ブロディは後に著作『絶対兵器』に収録された「原子爆弾とアメリカの安全保障」という表題の論文を発表し、抑止の概念を戦略理論を考える上で使用することを推奨している。そして戦略爆撃の理論は軍事力を理性を超えて使用しようとする19世紀から20世紀にかけての戦略思想の傾向を反映したものであり、破壊的な結果しかもたらさないと批判した。

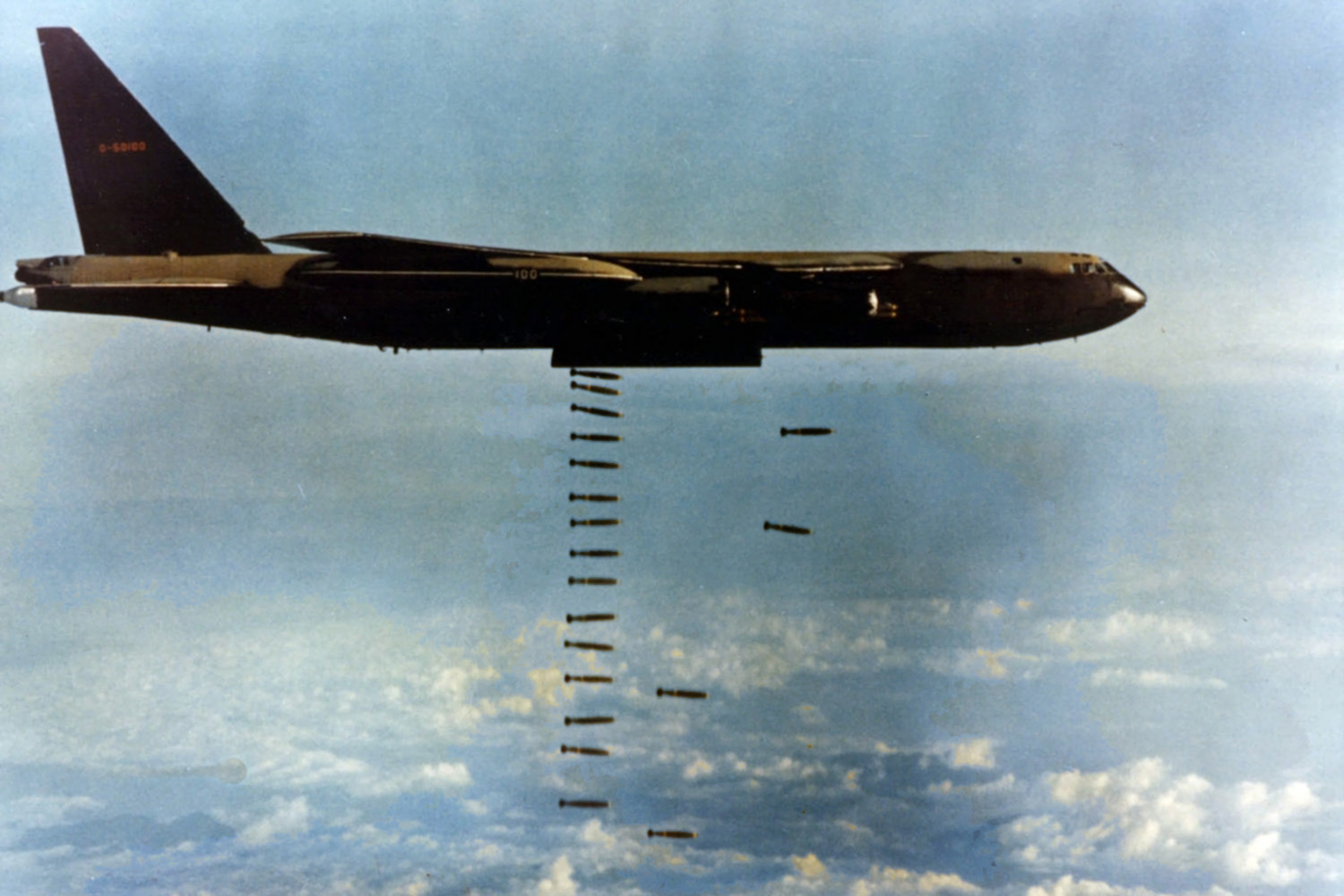
ラインバッカーII作戦に従事してベトナムに爆弾を投下するB-52D

大戦後も、朝鮮戦争におけるアメリカ軍による空襲、ベトナム戦争における北爆、イラン・イラク戦争におけるイラク軍によるミサイル攻撃、湾岸戦争におけるイラク軍によるミサイル攻撃、コソボ紛争におけるセルビア空襲、イラク戦争におけるアメリカ軍による空襲など戦略爆撃は実施されている。
戦略爆撃の研究はしばらくその後の冷戦の中で重要視されなくなっていた。かわりに航空戦力の機動力を活用して対ゲリラ作戦やエアランドバトルのような陸上での機動戦との連繋を想定した軍事教義の開発に注目が集まっていた。そのような研究動向の中で1988年にジョン・ワーデンは従来の戦略爆撃の問題点を踏まえながら新しい戦略爆撃の理論を著作『航空作戦』で示した。ワーデンはクラウゼヴィッツの重心の概念を導入し、国家を身体機能との比較から5種類の機能から構成される有機的組織として捉えた。それは国家にとって神経系に該当する政治や通信などの中枢機能、経済やエネルギーを供給する公共インフラなどの主要機能、一部を損傷しても回復可能な道路や工場などの下部機能、そして栄養を運搬する住である全個体群、そして軍隊や警察などの戦闘組織の五つから構成される。ワーデンは国家を戦略的麻痺に陥らせるためには五つの機能に対して平行攻撃を行うことを主張している。またその方法も敵の防空レーダーに捕捉されにくいステルス爆撃機、遠距離から目標を破壊できる精密誘導兵器、そして各部隊の連携を調整する指揮機能を重視している。
このような戦略爆撃の理論は湾岸戦争において実践され、ワーデンは対イラク航空作戦計画を立案し、いくつかの目標に対して同時並行的に集中攻撃を加える計画を作成した。この作戦計画は「砂漠の嵐作戦」で実行され、開始と同時に使用可能な航空戦力がすべて投入され、10分後にイラク軍の指揮通信機能を停止させ、数時間後にほぼ全ての主要通信施設を破壊することに成功した。
絨毯爆撃による攻撃方法は、国際法の観点ではハーグ陸戦条約付属書第一章の「軍事目的主義」に明白に違反しており、またジュネーブ諸条約第一追加議定書52条2項において攻撃の軍事目標主義が再度確認されており、「目的区域爆撃」や「絨毯爆撃」方式は国際的に禁止される形勢にある。現代ではレーダーサイトなどの軍事施設攻撃にせよ部隊集積地攻撃にせよ、精密爆撃なり誘導弾攻撃が中心であり絨毯爆撃方式は放棄される傾向にある。ただし攻撃方法の研究や武器の開発、無差別爆撃機の保有を禁止するものではない（「使用」の違法化）。